# Bengt Dalunde
Bengt Dalunde (Bräcke, 9 settembre 1927 – Stoccolma, 10 gennaio 2019) è stato un attore e direttore della fotografia svedese.
Noto come attore bambino dal 1940 al 1944 (tra gli 12 e i 17 anni), da adulto ha lavorato come direttore della fotografia in produzioni cinematografiche e televisive.

## Biografia
Bengt Dalunde nasce in Svezia a Bräcke nel 1927. È figlio d'arte, suo padre è Georg Dalunde, uno dei primi attori del cinema svedese. Anche sua sorella, Nancy Dalunde, è attrice.
Nella sua breve carriera cinematografica come attore bambino, tra il 1940 e il 1944, Bengt prende parte ad una decina di film. Ricopre ruoli di supporto, il più rilevante dei quali è quello del giovane fratello che la protagonista Sonja Wigert scopre coinvolto in una gang di ladri in Ungdom i bojor (1942). La notorietà gli viene soprattutto dal teatro, dall'aver partecipato ad alcuni importanti spettacoli di successo. Viene ricordata in particolare la sua interpretazione nel ruolo di Puck nella produzione del Sogno di una notte di mezza estate di William Shakespeare, per la regia di Ingmar Bergman nel 1941.
Lasciata la carriera attoriale, Dalunde ha lavorato come direttore della fotografia in produzioni cinematografiche e televisive.

## Filmografia parziale

### Attore
- Snurriga familjen, regia di Ivar Johansson (1940) - non accreditato
- Landstormens lilla argbigga, regia di Nils Jerring (1941)
- I natt – eller aldrig, regia di Gustaf Molander (1941) - non accreditato
- Flickan i fönstret mitt emot, regia di Nils Jerring (1942)
- Ungdom i bojor, regia di Anders Henrikson (1942)
- Stinsen på Lyckås, regia di Emil A. Lingheim (1942) - non accreditato
- L'impossibile amore (Elvira Madigan), regia di Åke Ohberg (1943) - non accreditato
- I dag gifter sig min man, regia di Ragnar Arvedson (1943)
- Spasimo (Hets), regia di Alf Sjöberg (1944) - non accreditato
- Den heliga lögnen, regia di Ragnar Frisk (1944)

### Direttore della fotografia
- Sista natten, regia di Börje Larsson (1956)
- Villervalle i Söderhavet, regia di Torgny Anderberg (1963) - serie televisiva in 13 episodi
- Mordvapen till salu, regia di Per G. Holmgren (1963)
- Flygplan saknas, regia di Per Gunvall (1965)
- Ska' ru' me' på fest?, regia di Claes Fellbom (1966)
- Flygplan saknas, regia di Per Gunvall (1965)
- Åsa-Nisse i agentform, regia di Arne Stivell (1967)
- Åsa-Nisse och den stora kalabaliken, regia di Arne Stivell (1968)
- Pappa varför är du arg - du gjorde likadant själv när du var ung, regia di Arne Stivell (1968)

## Teatrografia parziale
- En midsommarnattsdröm, regia di Ingmar Bergman (1941)
- Min syster Eileen, regia di Gösta Folke (1942)
- Niels Ebbesen , regia di Ingmar Bergman (1943)